# Leyendas de los Otori
Las Leyendas de los Otori es una serie de novelas fantásticas escritas por Lian Hearn (pseudónimo de Gillian Rubinstein) ubicadas en un mundo ficticio basado en el Japón feudal. En un principio la serie constaba de tres libro:  El suelo del ruiseñor (2002), La hierba en la almohada (2003) y El brillo de la luna (2004). Pero en 2006 se publicó una secuela, El lamento de la Garza y en 2008 una precuela, La red del cielo es amplia. 
Los libros narran las aventuras de un joven guerrero llamado Takeo en su afán de vengar a su padre adoptivo, su huida del legado de su padre biológico, y la persecución del amor de su vida en medio del asfixiante poder de una docena de Señores de Clanes y cientos de guerreros.
Una película adaptada de El suelo del ruiseñor está siendo planeada, y Lian Hearn ha confirmado que el libreto está siendo escrito por Henry Hwang.

## Sinopsis
La historia es narrada en primera persona por Otori Takeo (al que se nos presenta primero con el nombre de Tomasu), el cual nace en una pequeña aldea de una religión conocida como Los ocultos. Los ocultos son perseguidos en los Tres Países debido a sus creencias religiosas, y en el primer capítulo la aldea de Takeo, Mino, es destruida por los guerreros de Iida Sadamu, Señor del Clan Tohan. Durante este ataque, Takeo es rescatado por Otori Shigeru, un joven señor del clan Otori, y llevado a Hagi, cuna del clan Otori. Ahí, Shigeru adopta a Takeo y comienza a instruirlo a la usanza de los Clanes.
En Hagi, Takeo aprende que su padre — Kikuta Isamu, que muere antes del nacimiento de Takeo — fue miembro de la "Tribu", una secreta red de espías y asesinos famosos por sus habilidades sobrenaturales. Takeo descubre que ha heredado muchas de las habilidades de su padre: invisibilidad, movimiento silencioso, la habilidad de crear una imagen de sí mismo (desdoblarse), un oído extremadamente agudo, y la habilidad de inducir a los perros y a las personas en letargo. Bajo la tutela de un miembro de la Tribu, Muto Kenji, Takeo aprende a emplear estas habilidades bajo el rol de asesino, sospechando que tomará parte en los planes de Shigeru contra Iida Sadamu. Los tíos de Shigeru, esperando librarse de su popular y poderoso sobrino, le envían a Inuyama, la capital del país gobernado por Iida.  
Finalmente, la tribu se lleva a Takeo, alegando que es miembro de la Tribu por su padre, Shigeru es traicionado, Iida es asesinado y el país es conquistado por las tropas de Arai Daiichi. 
Takeo se encuentra así dividido entre obligaciones enfrentadas: vengar la muerte de Shigeru y reclamar el liderazgo del clan Otori; convertirse en un miembro de la Tribu como fue su padre y seguir su corazón y casarse con Shirakawa Kaede. Estos conflictos dirigen sus acciones durante toda la trilogía, enfrentándole con la Tribu, los señores Otori y el ejército de Arai Daiichi.

## El clan de los Otori
Los Otori es un clan ficticio de esta serie de novelas. 
Este clan, emparentado con el mismísimo emperador gobierna el País Medio. Tras la sangrienta Batalla de Yahegara, en la que fueron traicionados por el Clan Noguchi, aliados suyos, los Otori perdieron el sur del País Medio en favor del Clan Tohan. 
La capital está en Hagi, el principal puerto de los Tres Países, que es considerado inexpugnable, ya que, al estar rodeado de montañas cualquier ejército morirá de hambre durante el invierno si lo intenta asediar, y se pueden llevar suministros a la ciudad por mar. Otori Shigeru es el heredero del clan, pero tras la muerte de su padre en Yehegara, sus tíos le usurparon su cargo. A pesar de todo, Takeo, sobrino e hijo adoptivo de Shigeru, logra imponerse y elimina a los usurpadores. Tras derrotar a los Arai, se convierte en el Señor de los Tres Países, y logra convertirlos en una tierra próspera.
- Datos: Q2165581